# Prix Alfred P. Sloan, Jr.
 (mars 2025).
Le prix Alfred P. Sloan, Jr. est un prix de recherche décerné entre 1979 et 2005 par la General Motors Cancer Research Foundation pour des réalisations exceptionnelles dans la recherche fondamentale en oncologie. Le prix, qui porte le nom d'Alfred P. Sloan, était doté de 250 000 dollars américains.

## Historique
En raison des difficultés économiques de la société mère, l'attribution du prix Alfred P. Sloan, Jr. a été suspendue en 2005 - tout comme celle du prix Kettering et du prix Charles S. Mott. À la place de ces trois prix, un seul prix - également doté de 250 000 dollars US - a été décerné en 2006 sous le nom de General Motors Cancer Research Award ; le lauréat était Napoleone Ferrara. Aucun autre prix n'a été décerné les années suivantes.
Quinze des 37 lauréats du prix Alfred P. Sloan, Jr. ont ensuite reçu un prix Nobel, dont treize le prix Nobel de physiologie ou de médecine et deux le prix Nobel de chimie.

## Lauréats
- 1979 George Klein (en)
- 1980 Isaac Berenblum
- 1981 César Milstein (Prix Nobel de médecine 1984) et  Wallace P. Rowe (en)
- 1982 Stanley Cohen (biochimiste) (Prix Nobel de médecine 1986)
- 1983 Raymond L. Erikson (en)
- 1984 J. Michael Bishop (Prix Nobel de médecine 1989) et  Harold Elliot Varmus (Prix Nobel de médecine 1989)
- 1985 Robert Schimke
- 1986 Phillip Allen Sharp (Prix Nobel de médecine 1993)
- 1987 Robert Weinberg
- 1988 Yasutomi Nishizuka (en)
- 1989 Donald Metcalf et Leo Sachs
- 1990 Mark Ptashne
- 1991 Leland H. Hartwell (Prix Nobel de médecine 2001)
- 1992 Christiane Nüsslein-Volhard (Prix Nobel de médecine 1995)
- 1993 Hidesaburō Hanafusa
- 1994 Mario Capecchi (Prix Nobel de médecine 2007) et Oliver Smithies (Prix Nobel de médecine 2007)
- 1995 Edward E. Harlow
- 1996 Mark M. Davis et Tak Wah Mak (en)
- 1997 Paul Nurse (Prix Nobel de médecine 2001)
- 1998 Robert Horvitz (Prix Nobel de médecine 2002)
- 1999 Robert Roeder et Robert Tjian
- 2000 Avram Hershko (Prix Nobel de chimie 2004) et Alexander Varshavsky
- 2001 Elizabeth Blackburn (Prix Nobel de médecine 2009)
- 2002 John Sulston (Prix Nobel de médecine 2002),
0000 Robert Waterston
- 2003 Pierre Chambon et Ronald M. Evans
- 2004 Thomas J. Kelly et  Bruce Stillman
- 2005 Roger D. Kornberg (Prix Nobel de médecine 2006)